# خلیج کالیفرنیا

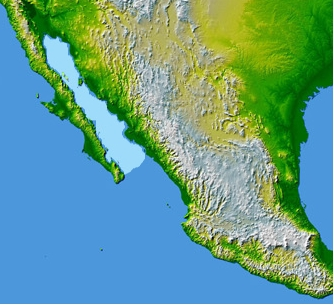

خلیج کالیفرنیا (به انگلیسی: Gulf of California) خلیجی است در غرب کشور مکزیک که میان خاک اصلی مکزیک و شبه‌جزیره باها کالیفرنیا قرار دارد. آن را «دریای کورتِز» نیز می‌نامند.